# Erythrodiplax pallida
Erythrodiplax pallida är en trollsländeart som först beskrevs av James George Needham 1904.  Erythrodiplax pallida ingår i släktet Erythrodiplax och familjen segeltrollsländor. IUCN kategoriserar arten globalt som livskraftig. Inga underarter finns listade i Catalogue of Life.